# A Yellow Streak (film 1915)
A Yellow Streak è un film muto del 1914 scritto e diretto da William Nigh. Prodotto dalla Columbia Pictures, aveva come interprete principale Lionel Barrymore, affiancato da Irene Howley, Dorothy Gwynne, John Goldsworthy, Niles Welch, R.A. Bresee, William Cowper, William B. Davidson, Martin Faust.

## Trama
Tradito dalla moglie e rovinato finanziariamente, l'agente di borsa Barry Dale medita il suicidio. Mentre tenta il gran salto dal ponte di Brooklyn, l'uomo viene distratto da un'altra aspirante suicida, Mary Austin, evitandole la morte. Comunque, ormai senza una casa e confuso mentalmente, Barry si ritrova in una città mineraria del West, dove diventa amico di un fuorilegge fuggitivo che però viene ucciso dallo sceriffo insieme a un predicatore itinerante. Dale, allora, adotta l'identità di entrambi gli uomini uccisi: un giorno veste i panni del rapinatore, il giorno successivo battezza i bambini come fosse un ministro religioso. Mentre sta rapinando una diligenza, ritrova Mary, l'aspirante suicida di Brooklyn, che si trova in viaggio con il padre nella speranza di fuggire da un suo persecutore, Jack Rader. Barry, affascinato dalla bellezza e dallo spirito combattivo di Mary, non solo non la deruba ma, anzi, l'aiuta e la salva da Rader. Dopo aver ritrovato la sua voglia di vivere dimostrando il proprio coraggio, Dale ritorna a New York, riconciliandosi con la moglie.

## Produzione
Il film fu prodotto dalla Columbia Pictures. Moving Picture World del 20 novembre 1915 riportava che le riprese si erano tenute negli studi della Rolfe Photoplays che si trovavano nei pressi di Fort Lee, nel New Jersey.

## Distribuzione
Il copyright, richiesto dalla Metro, fu registrato il 3 dicembre 1915 con il numero LP7119.
Distribuito dalla Metro Pictures Corporation, il film uscì nelle sale cinematografiche statunitensi il 6 dicembre 1915.
Non si conoscono copie ancora esistenti della pellicola che viene considerata presumibilmente perduta.